# 瓦西利基 (鮑里斯皮爾區)
50°11′21″N 31°6′35″E / 50.18917°N 31.10972°E
瓦西利基（烏克蘭語：Васильки）是位於烏克蘭北部的村莊，由基辅州鲍里斯皮尔区的沃龍基夫市鎮負責管轄。該村始建於1859年，面積0.5平方公里，海拔高度125米，2001年人口270，人口密度每平方公里535.7人。